# Eva Mayer (Schauspielerin)

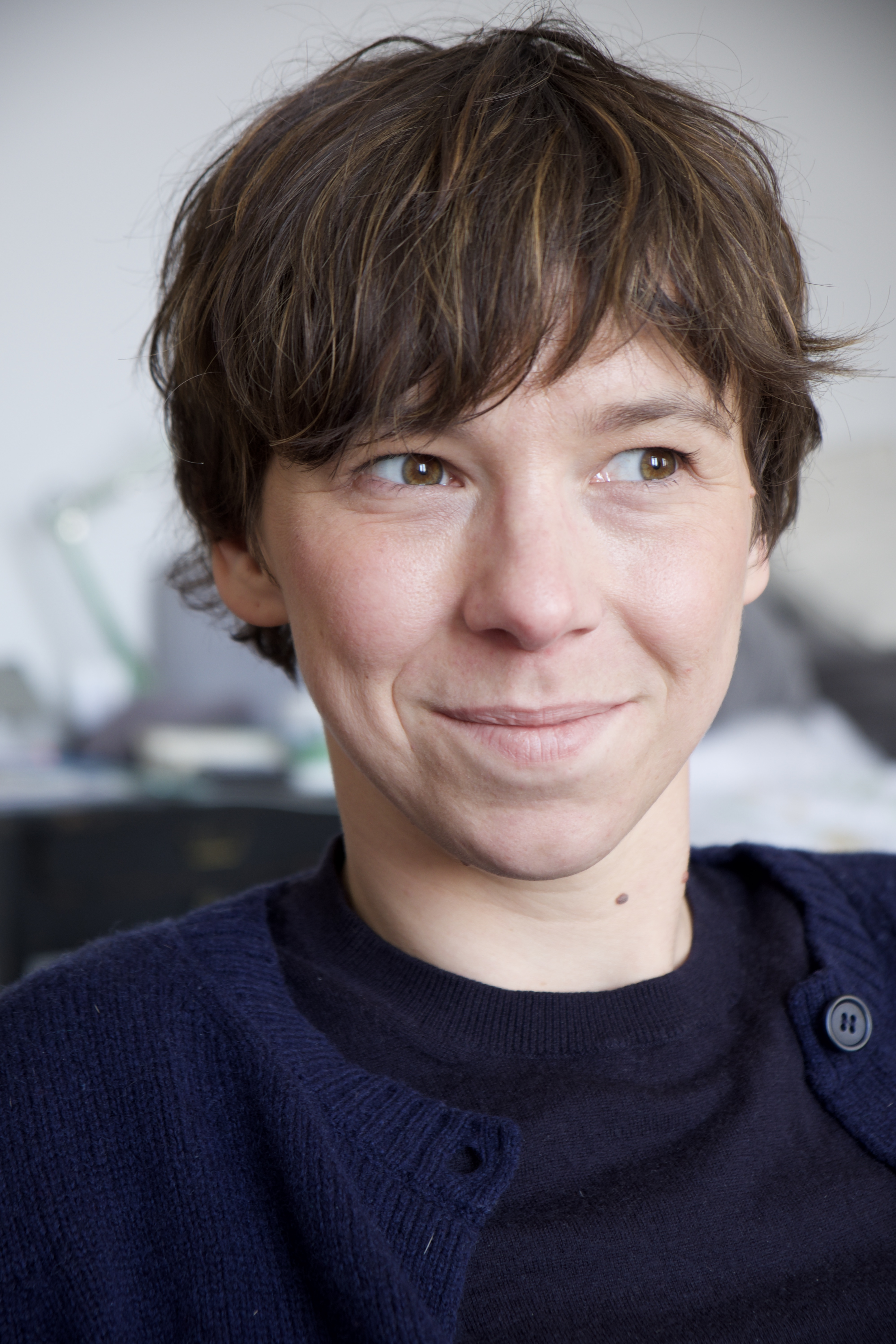
Eva Mayer 2020

Eva Mayer (* 16. Jänner 1982 in Graz) ist eine österreichische Schauspielerin, Sprecherin und Sängerin.

## Leben
Eva Mayer ist in Graz geboren und aufgewachsen. Sie erhielt ihre Ausbildung am Konservatorium Wien. Schon bevor sie das Studium in Wien begonnen hatte, arbeitete sie bei den Vereinigten Bühnen in Graz (Oper Graz, Next Liberty, Schauspielhaus Graz). Nach ihrem Studium war sie festes Ensemble-Mitglied im Theater in der Josefstadt, seit 2016 ist sie als freie Schauspielerin tätig. Sie arbeitete zum Beispiel am Schauspielhaus Graz, am Rabenhof Theater, am Hamakom Theater oder beim Theatersommer auf der Rosenburg. Sie ist mit dem Schauspieler Till Firit liiert.
Neben ihrer Tätigkeit als Schauspielerin ist Eva Mayer oft als Sprecherin bei Ö1 zu hören, außerdem ist sie Teil mehrerer Hörspiel-Produktionen.
Seit 2023 ist sie Sängerin der Band Fräulein Blauboad. Das Debütalbum So schee woas a ned im Oktober 2023 erschien.
Mayer ist auch im literarischen Bereich tätig. Sie absolvierte 2021 die Leondinger Akademie für Literatur und schreibt seither literarische Texte sowie Liedtexte für ihre Band.

## Auszeichnungen
Möllthaler Geschichten Literatur Wettbewerb 2022, 2. Platz Publikumspreis

## Theater (Auszug)
- Der Weg zurück (Dennis Kelly) Regie: András Dömötör (2022, Schauspielhaus Graz)
- Die Dreigroschenoper (Bertolt Brecht, Kurt Weill) Regie: Thorsten Fischer (2021, Theater in der Josefstadt)
- Monster (Kurt Palm) Regie: Christina Tscharyiski (2020, Rabenhof Theater)
- Schlammland Gewalt (Ferdinand Schmalz) Regie: Christina Tscharyiski (2019, Schauspielhaus Graz)
- Das Kasperlspiel vom Meister Siebentod (Albert Drach) Regie: Ingrid Lang (2018, Hamakom Theater)
- MS Pocahontas (Gerhild Steinbuch) Regie: Christina Tscharyiski (2017, Theater in der Josefstadt)
- Galápagos (Felix Mitterer) Regie: Stephanie Mohr (2017, Theater in der Josefstadt)
- Vater (Florian Zeller) Regie: Alexandra Liedtke (2016, Theater in der Josefstadt)
- Der nackte Wahnsinn (Michael Frayn) Regie: Folke Braband (2015, Theater in der Josefstadt)
- Der Aufstieg und Fall von Little Voice (Jim Cartwright) Regie: Folke Braband (2015, Theater in der Josefstadt)
- Liebelei (Arthur Schnitzler) Regie: Alexandra Liedtke (2014, Theater in der Josefstadt)
- Forever Young (Franz Wittenbrink) Regie: Franz Wittenbrink (2013, Theater in der Josefstadt)
- Eh Wurscht (Franz Wittenbrink) Regie: Franz Wittenbrink (2011, Theater in der Josefstadt)
- Cabaret (Joe Masteroff/Fred Ebb / John Kander) Regie: Werner Sobotka (2011, Theater in der Josefstadt)
- Nach dem Ende (Dennis Kelly) Regie: Stephan Pfister (2011, Theater in der Josefstadt)
- Gertrude und Claudius (nach John Updike) Regie: Kerstin Schütze (2008, WUK Wien)
- Leben Gundlings Friedrich von Preußen Lessings Schlaf Traum Schrei (Heiner Müller) Regie: Kerstin Schütze (2005, die Theater/Künstlerhaus)
- Zwölfeläuten (Heinz Ungar) Regie: Bruno Max (2004, Theater Scala)
- Kinder des Teufels (Felix Mitterer) Regie: Bruno Max (2003. Theater Scala)

## Film und Fernsehen (Auszug)
- 1998 Slidin, alles bunt und wunderbar (Kinofilm, Episode Crash)
- 2010 Molly und Mops – Das Leben ist kein Gugelhupf
- 2017 Schnell Ermittelt (Folge 61)
- 2021 Walking on Sunshine (Folge 32)
- 2022 Landkrimi Steiermark (Folge Steirergeld)
- 2023 Im Schatten der Angst – Du sollst nicht lügen (Fernsehfilm)
- 2023 Sterne unter der Stadt (Kinofilm)
- 2024 SOKO Linz – Die blinde Zeugin (Fernsehserie)
- 2025 SOKO Donau/SOKO Wien – Funkenflug (Fernsehserie)

## Hörspiel / Hörbuch (Auszug)
- 2009 Emi und der Drache mit den Schmetterlingsflügeln (Kinderhörspiel)
- 2009 Trixi Baby (Hörspielmonolog)
- 2012 Östlich der Sonne
- 2014 Hinkel (Hörspiel)
- 2016 Waste Cooking (Documentation/Over Voice)
- 2017 Baumleberliebe (Hörspiel)
- 2019 six seasons (Hörspiel)
- 2019 Käfersucht (Hörspiel)
- 2019 Der Klagfresser (Kinderhörspiel mit Gesang)
- 2021 Xerxes (Hörspiel)
- 2022 Oh Eurydike! Die Liebe höret nimmer auf (Hörspiel)
- 2023 Wartezimmer (Hörspiel/Ö1)